# 모토야마 요시히코
모토야마 요시히코(일본어: 本山美彦 もとやま よしひこ[*], 1943년 1월 1일~)는 일본의 교육자이자 경제학자이다. 교토 대학 세계체제론 명예 교수이며 경제학 박사다. 1996년부터 1998년까지 일본국제경제학회 회장이었으며 현재 오사카 산업대학 총장을 재임중이다.

## 학력
- 1965년: 교토 대학 경제학부 졸업
- 1967년: 교토 대학 경제학연구과 석사 수료
- 1969년: 교토 대학 대학원 경제학연구과 박사 과정 중퇴
- 1984년: 교토 대학 경제학 박사 수료

## 경력
- 1969년: 고난 대학 경제학부 조수
- 1970년: 고난 대학 강사
- 1973년: 고난 대학 부교수
- 1977년: 교토 대학 경제학부 부교수
- 1986년: 교토 대학 교수
- 2000년: 교토 대학 경제학연구과 교수, 연구과장, 경제학부장 (2002년까지)
- 2006년: 교토 대학 퇴직, 후쿠이 현립대학 대학원 경제 · 경영학부 교수
- 2010년: 오사카 산업대학 학장
- 2013년: 오사카 산업대학 총장의 퇴임으로 총장에 임명